# NGC 4454
NGC 4454 (другие обозначения — UGC 7606, MCG 0-32-14, ZWG 14.48, IRAS12262-0139, PGC 41083) — спиральная галактика с перемычкой, находящаяся в созвездии Девы.
Этот объект входит в число перечисленных в оригинальной редакции «Нового общего каталога». Галактика открыта Уильямом Гершелем  17 апреля 1784 года.
Диск галактики почти перпендикулярен лучу зрения. На фотографиях видно большое яркое ядро и тусклая перемычка. Ядро окружено псевдокольцом, которое связано как прямо с перемычкой, так и со слабыми полосами, выходящими из ядра, особенно на восточной стороне. Все это окружено очень слабой широкой внешней дугой, которая лучше видна на восточном краю галактики. Визуально в любительский телескоп галактика слабая, размытая, имеет широкое распределение яркости вдоль своей основной оси с плохо очерченными границами. Она вытянута в направлении с северо-северо-востока на юго-юго-запад и имеет примерно овальную форму. Радиальная скорость: 2308 км/с. Расстояние: 103 млн св. лет. Диаметр: 69 000 св. лет.